# SSV Gera 1990

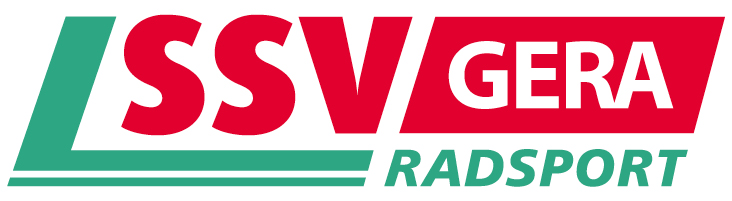
Offizielles Logo des SSV Gera 1990 e.V seit 2004

Der Stadtsportverein Gera 1990 e.V., kurz SSV Gera genannt, ist ein Sportverein mit Sitz in Gera in Thüringen. Der Schwerpunkt der sportlichen Aktivität ist der Radsport.
Der SSV Gera 1990 e.V. ist hervorgegangen aus der am 29. November 1973 gegründeten Sportgemeinschaft Wismut Gera in der Deutschen Demokratischen Republik. Im Jahr 1990 stand der gesamte DDR-Sport im Umbruch. So war es unter Aufwendung vieler Mühen und eines großen Engagements gelungen, die bis dahin sehr erfolgreiche Radsportgeschichte der Stadt Gera in den Stadtsportverein Gera 1990 e.V. zu überführen. Waren es einst solche herausragenden Sportler der DDR, wie Olaf Ludwig, Thomas Barth, Jens Heppner, Lutz Haueisen, Gerald Mortag, Jörg Köhler, Jens Gollhardt, Robert Kaiser, Hanka Kupfernagel und Enrico Poitschke, die den Geraer Radsport national und international bekannt gemacht haben, so sind es mit dem SSV Gera 1990 e.V. heute Sportler wie Jens Lehmann, Sebastian Siedler, Michael Seidenbecher, Eric Baumann, Tina Liebig, André Greipel, John Degenkolb, René Enders, Robert Förstemann, Jannis Peter oder Lena Charlotte Reißner. Der Verein dient der Pflege und Förderung des Rad-, Breitensports und der Fitness. Hierzu führt er regelmäßig Übungs- und Trainingsabläufe, Sport- und Spielübungen sowie Sportveranstaltungen und Radsport-Wettkämpfe auf Straße und Bahn durch.

## Radsport

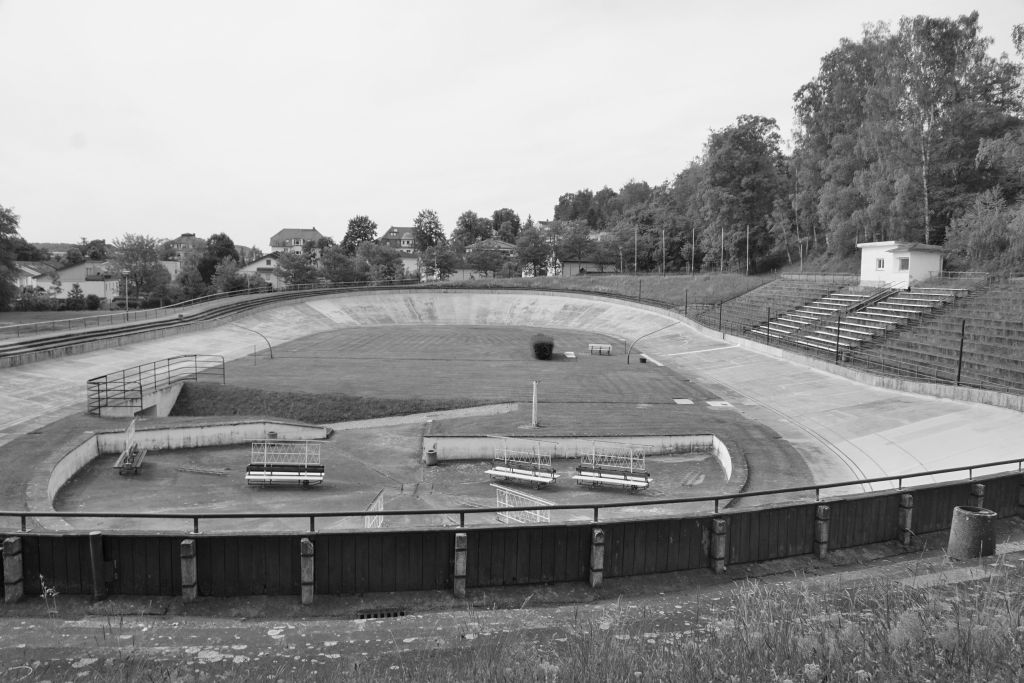
Traditionsreiche Radrennbahn in Gera-Debschwitz 2020

Der Radsport ist die große Aufgabe und Leidenschaft des SSV Gera 1990 e.V. der seinen Sitz auf dem Gelände der traditionellen Radsportanlage in Gera hat. Hier trainierten bereits viele national und international erfolgreiche Radsportler, selbst Weltmeister und Olympiasieger.

### Olaf-Ludwig-Pokal

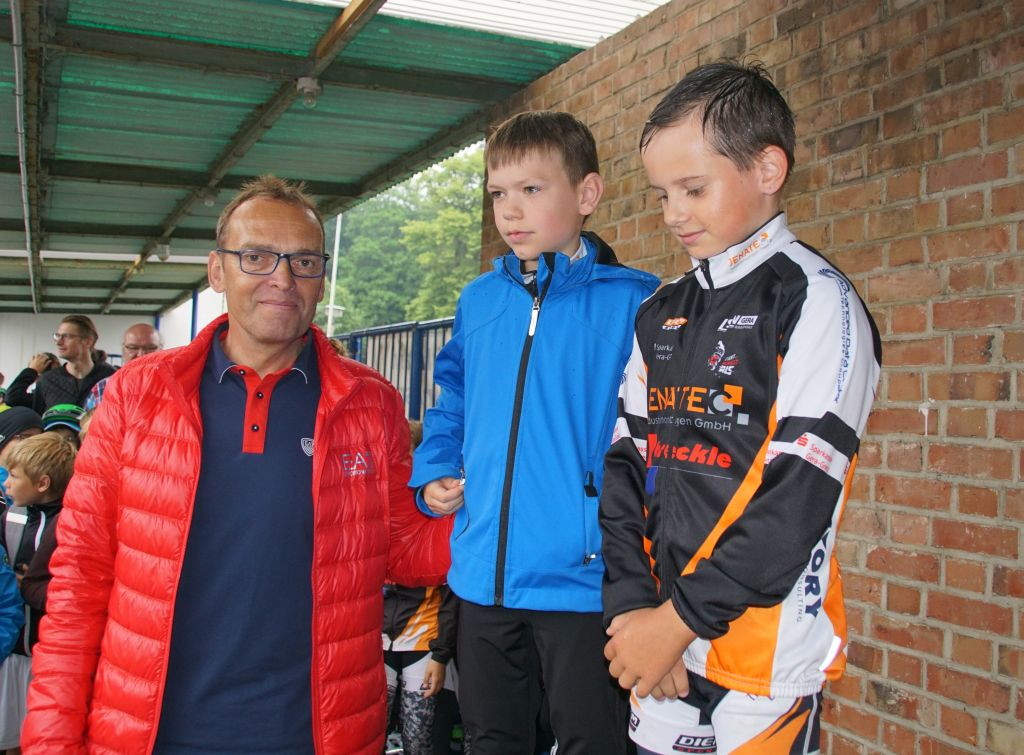
Olaf Ludwig (links) bei seinem namensgebenden Pokal-Wettkampf 2018

Unter Schirmherrschaft von Olaf Ludwig, dem Olympiasieger von Seoul 1988 und zweifachem Sieger der Internationalen Friedensfahrt (1982 und 1986), veranstaltet der SSV Gera 1990 e.V. seit 2006 den Geraer Tag des Radsports um den „Olaf-Ludwig-Pokal“ auf der traditionsreichen Radrennbahn Gera-Debschwitz. Der Schirmherr Olaf Ludwig ist dabei nicht nur Ehrengast der Veranstaltung, sondern steht den Schulkindern am ganzen Tag für Tipps und Autogramme zur Verfügung und überreicht persönlich die begehrten Pokale an die Sieger. Jährlich wetteifern mehr als 200 Geraer Schulkinder der Klassenstufen 3 bis 6, um sich im Radsport auszuprobieren.

### Geraer Nachwuchs-BahnCup
Hier finden für die Sportler der U9 bis U17 mehrere Wettkämpfe mit Omniumswertung statt. Seit 2018 wird diese Wettkampfserie als TAG Wohnen Nachwuchs-BahnCup ausgetragen.

### Fahrradtag der Geraer Schulen
Ein organisierter Radfahrtag für die 5.- und 6.-Klässler der Geraer Schulen rund um das Radfahren, wie Ergometertest, Reifenwechsel, Erste Hilfe und gesunde Ernährung. Erstmals wurde der Geraer Fahrradtag 2018 an der Regelschule „Otto Dix“ ausgetragen und 2019 am Karl-Theodor-Liebe Gymnasium.

### Ostthüringen-Tour

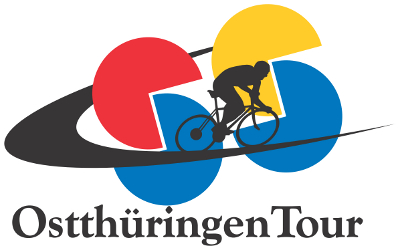
Offizielles Logo der Ostthüringen-Tour seit 2003

Die Ostthüringen-Tour ist ein Radsport-Etappenrennen für Schülerfahrer der Altersklassen U11m/w, U13m/w und U15w, das seit 2003 jährlich in und um Gera ausgetragen wird. Nur ein Mal in der Geschichte der Tour musste diese coronabedingt für 2020 abgesagt werden. Die 22. Ostthüringen-Tour wurde im Jahr 2025 durchgeführt.

### Fitness
Der Verein verfügt über einen Athletik- und Fitnessbereich für die Ausbildung der Sportler, welcher aber auch von anderen Vereinsmitgliedern genutzt werden kann.

## Soziales Engagement
Der SSV Gera 1990 e.V. hat den gehörlosen Radsportler Leon Brunnert eine Chance gegeben und ins Radsporttraining integriert. Er ist 2-facher Deutscher Jugendmeister 2019 im Gehörlosen Radsport, im Straßenrennen und Zeitfahren, mit seinem damaligen Verein GSV Chemnitz.

## Organisation
Der Verein ist organisiert in ein Präsidium, den Vorstand, eine Geschäftsstelle und ehrenamtliche Mitarbeiter. Der Verein selbst, ist organisiert beim Stadtsportbund Gera e.V., beim Thüringer Radsport-Verband e.V. und beim Landessportbund Thüringen e.V.